# Karnevalsumzug

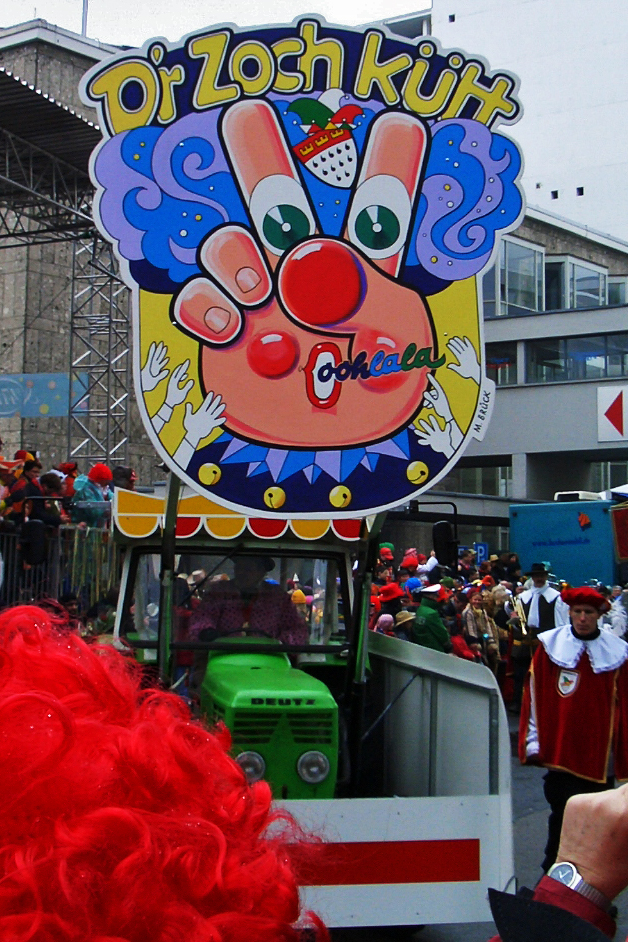
D'r Zoch kütt (Der Karnevalszug kommt) beim Kölner Rosenmontagszug, (2006)

Ein Karnevalsumzug oder Karnevalszug, Faschingsumzug, Faschingszug, Fastnachtsumzug oder Fastnachtszug – im Rheinland Zoch, in Basel Cortège und in Bayern Gaudiwurm genannt – ist ein Festzug verkleideter oder maskierter Personen durch eine Stadt. Er ist einer der Höhepunkte und eine der ältesten bekannten Manifestationen des Straßenkarnevals.
Überregional bekannt sind vor allem die Veranstaltungen in Köln, Mainz und Düsseldorf. Die Karnevalsumzüge finden überwiegend zwischen Karnevalssamstag und -dienstag statt, viele der größten Züge dabei traditionell am Rosenmontag. Häufig werden die Umzüge benachbarter Orte an unterschiedlichen Tagen durchgeführt, um nicht gegeneinander zu konkurrieren. Mancherorts gibt es neben dem „großen Umzug“ auch Kinder- oder Stadtteilumzüge, wie beispielsweise die Kölner Schull- un Veedelszöch.

## Geschichte

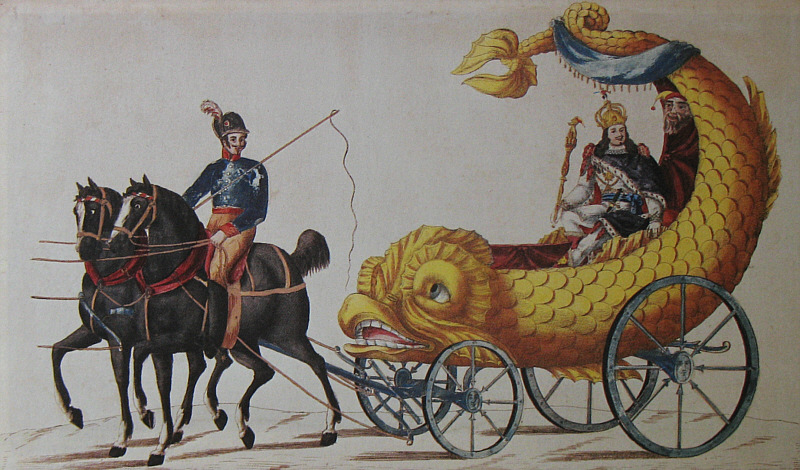
Held Carneval in seinem Rosenmontagswagen 1824

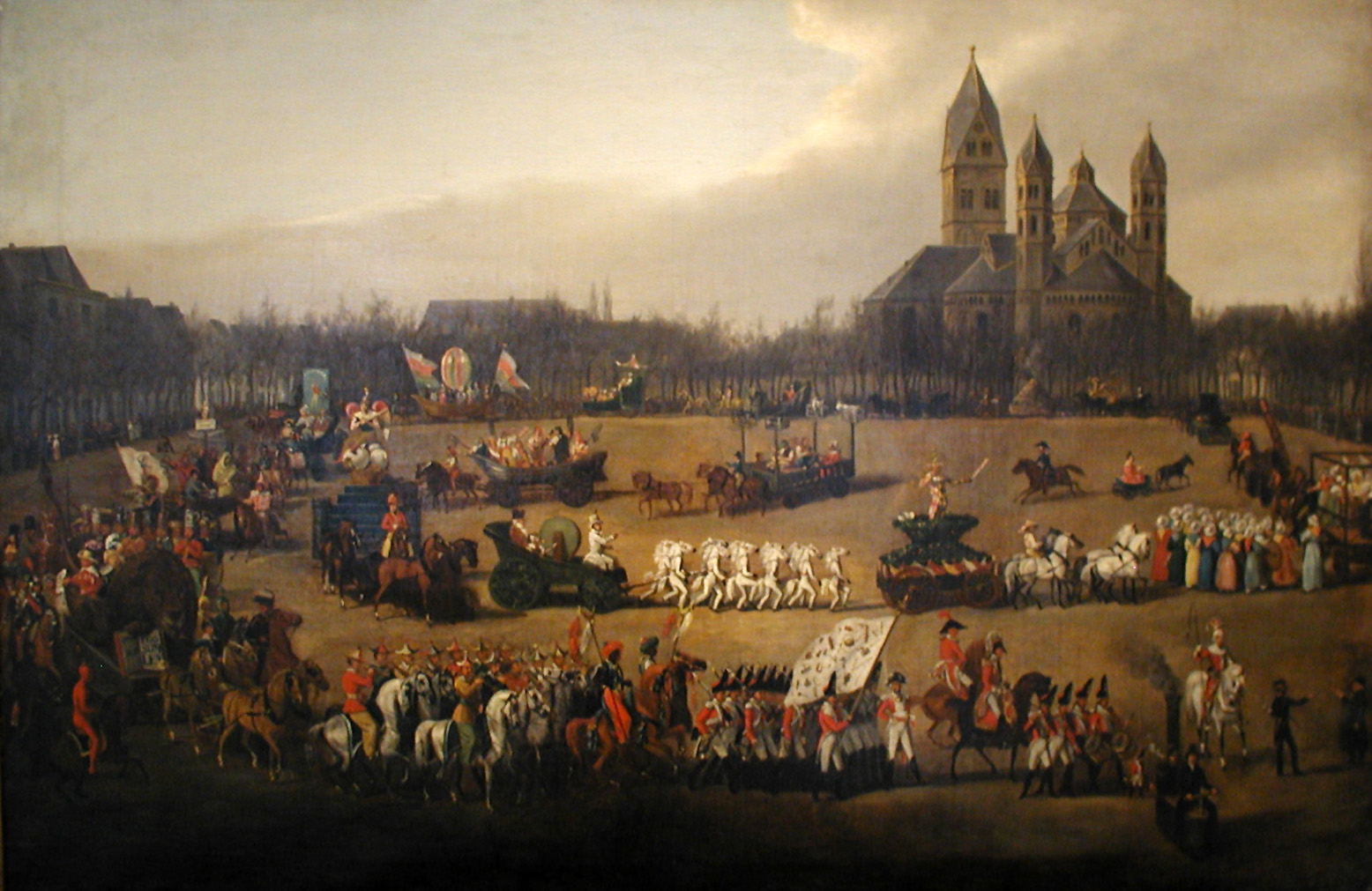
Rosenmontagszug auf dem Neumarkt, Gemälde von Simon Meister, Köln 1836

Im Jahr 1397 wurde der Nürnberger Fastnachtszug erstmals urkundlich erwähnt; so ist er wahrscheinlich der älteste Fastnachtsumzug der Welt, der bis heute existiert. Er verläuft traditionell vom Stadtpark zum Weißen Turm.
1794 verboten die französischen Behörden durch den Ersten Koalitionskrieg in Köln die Karnevalsfeiern. Auch nach Aufhebung des Verbotes 1801 gab es einengende Vorschriften, denn jeder, der sich maskieren wollte, musste dafür um Erlaubnis bitten. Im Laufe der nächsten Jahre lebte der Karneval jedoch wieder auf, und um das recht ungestüme Feiern kontrollieren und lenken zu können, wurde auf Initiative der bürgerlichen Oberschicht 1823 die Grosse Karnevalsgesellschaft (heutige: Die Grosse von 1823 KG e. V. Köln) gegründet. Aus deren Mitte wurde jährlich um Neujahr im Rahmen einer Generalversammlung ein „Festordnendes Comitée“ (heutiges: Festkomitee Kölner Karneval e. V.) gewählt, dem die Organisation des folgenden Karnevalsfestes oblag.
Am 10. Februar 1823 fand in Köln der erste Rosenmontagszug unter dem Motto Der Cölsche Held Carneval statt. Ab diesem Zeitpunkt gab es regelmäßig Rosenmontagszüge; das Motto 1824 war Besuch der Prinzessin Venetia beim Helden Carneval.

## Regionale Besonderheiten

### Deutschsprachiger Raum

#### Rheinland

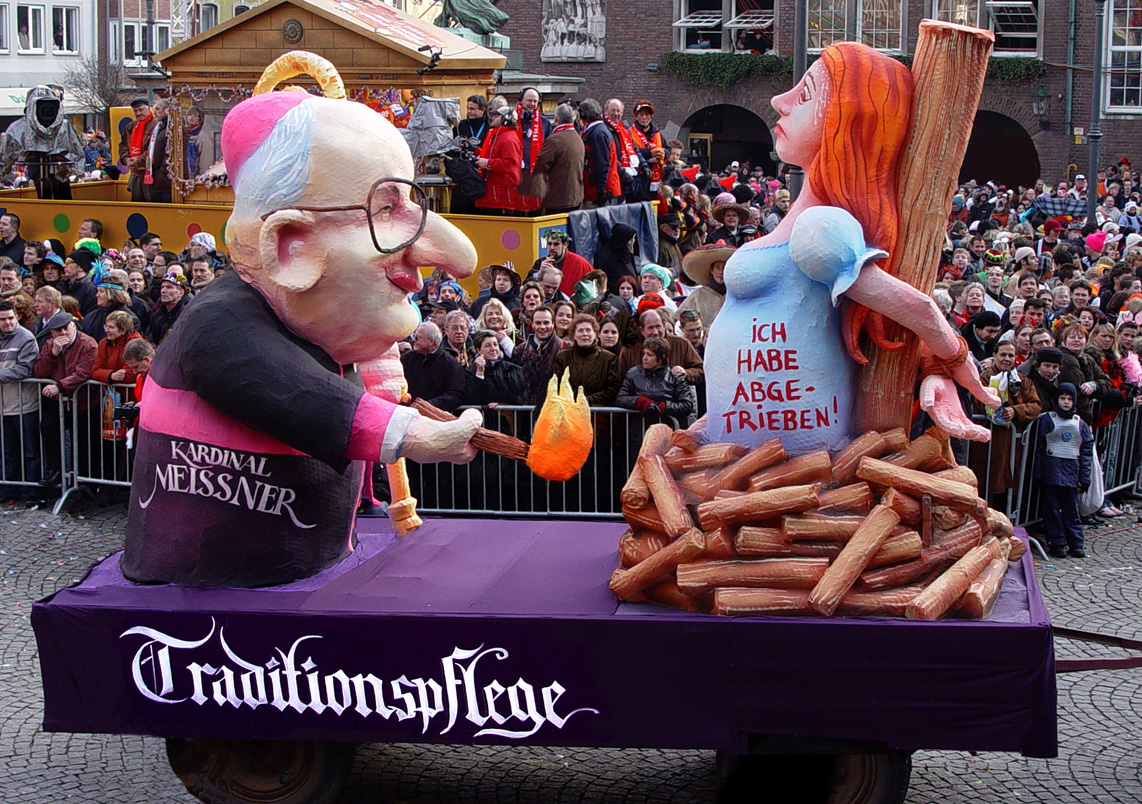
Motivwagen von Jacques Tilly im Düsseldorfer Karneval 2005

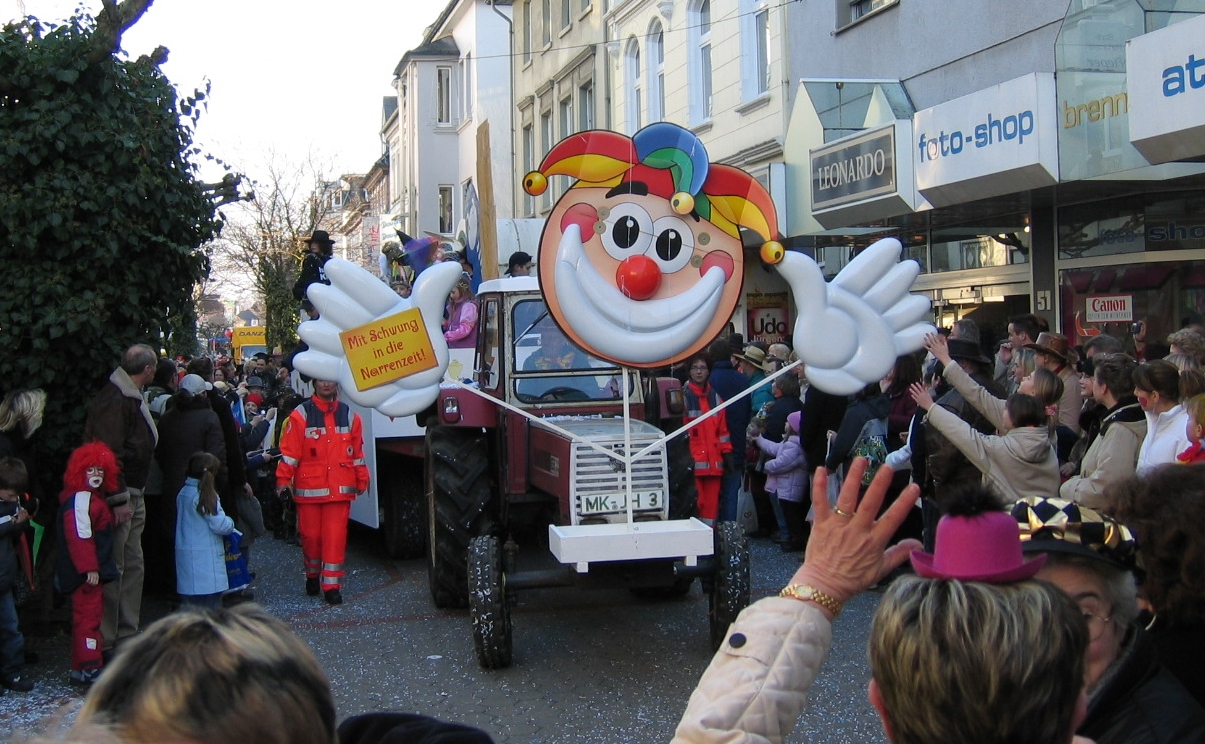
Karnevalsumzug 2005 am Tulpensonntag durch die Innenstadt von Menden

Die Karnevalszüge im Rheinland – mundartlich Zoch genannt – trugen zu Anfang des 19. Jahrhunderts deutlich militärparodistische Züge. Die Umzüge waren aber auch an die historischen Herrscherempfänge angelehnt und waren voller Anspielungen auf die Zeit vor der Eingliederung des Rheinlandes als preußische Rheinprovinz im Zuge des Wiener Kongresses (siehe z. B. Kölner Dreigestirn). Sie dienten damit nicht nur der Unterhaltung, sondern boten dem Bürgertum auch ein Medium zur Selbstinszenierung.
Ab dem Jahr 1830 wurden die Themen der Züge zunehmend politischer. Liberale Ideen verbreiteten sich angeregt durch die französische Juli-Revolution, und die Züge wurden vermehrt für politische Satire genutzt. Mit der gescheiterten Revolution von 1848 wandten sich viele der „Karnevalisten aus politischer Gelegenheit“ wieder vom Fest ab, politische Themen blieben aber bis heute als wichtiger Bestandteil der Umzüge erhalten. In der zweiten Hälfte des 19. Jahrhunderts wurden die Züge unter dem Einfluss des gespannten Verhältnisses zwischen Preußen und Frankreich zunehmend patriotisch. Der preußische Sieg im Jahr 1871 und die Reichsgründung etablierten eine deutlich nationalistische Stimmung im Karnevalsgeschehen um die Wende zum 20. Jahrhundert, die bis zum Ausbruch des Ersten Weltkriegs anhielt.
Heute besteht ein Zug aus Abordnungen der Karnevalsvereine mit Prunkwagen, Kapellen, Tanzgruppierungen und oft auch aus so genannten Motivwagen. Letztere stellen oft Ereignisse und Personen des vergangenen Jahres in satirisch interpretierter Form dar.
Von den Prunkwagen und den teilnehmenden Gruppen des Umzugs werden Kamelle unter die Zuschauer geworfen, mitunter auch Blumen, Schokoladentafeln oder Pralinenschachteln. Wer durch die geworfenen Süßigkeiten verletzt wird, kann dafür regelmäßig keinen Schadenersatz verlangen.
Die größten Karnevalszüge sind neben dem in Köln vor allem im westlichen Rheinland in Eschweiler (nach örtlichen Angaben 2011 drittgrößter Umzug Deutschlands) sowie in Düsseldorf, Bonn und Aachen.

#### Kurpfälzer Fasnacht
In fast allen Städten und Orten in der Kurpfalz wird rege die Kurpfälzer Fasnacht zelebriert. Hochburgen sind Heidelberg, Mannheim und Ludwigshafen.
In Heidelberg gibt es einen der ältesten Fasnachtszüge in der Region, der jedes Jahr am Fastnachtsdienstag stattfindet und über 100.000 Zuschauer hat. Der erste Umzug beim „Carnevalfest zu Heidelberg“ am 6. März 1848 stand unter dem Motto „Einzug Friedrich des Siegreichen in seine Residenz Heidelberg nach der Schlacht bei Seckenheim am 30. Juni 1462“ und zog vom „Mannheimer Thore“ bis zum „Schlosshofe“. Die Heidelberger Fasnacht und der Fasnachtszug werden durch die Vereine in der Dachorganisation, dem Heidelberger Karneval Komitee 1952 e. V. (HKK), durchgeführt.
Mannheim und Ludwigshafen veranstalten einen gemeinsamen Umzug, der jedes Jahr wechselnd einmal in einer der beiden Städte stattfindet. Weitere Umzüge finden u. a. in Schwetzingen, Neckargemünd, Plankstadt und in der ganzen Region statt. Die unzähligen Fastnachtsvereine in der Kurpfalz veranstalten Saal- und Straßenfastnacht gleichermaßen. Im Vordergrund steht vielfach die Jugendarbeit in Hunderten von Garden – weiblich, gemischt oder als Männerballett, von den Minis bis zu den Erwachsenen. Der Ruf ist unterschiedlich: in Heidelberg HaJo und Ahoi, in Mannheim Ahoi, doch viele Vereine haben eigene spezielle Rufe wie z. B. Plahoi für Plankstadt. Die Vereine in der Kurpfalz sind in der Vereinigung Badisch-Pfälzischer Karnevalvereine e. V. und im Bund Deutscher Karneval (BDK) organisiert.

#### Schwäbisch-Alemannische Fastnacht

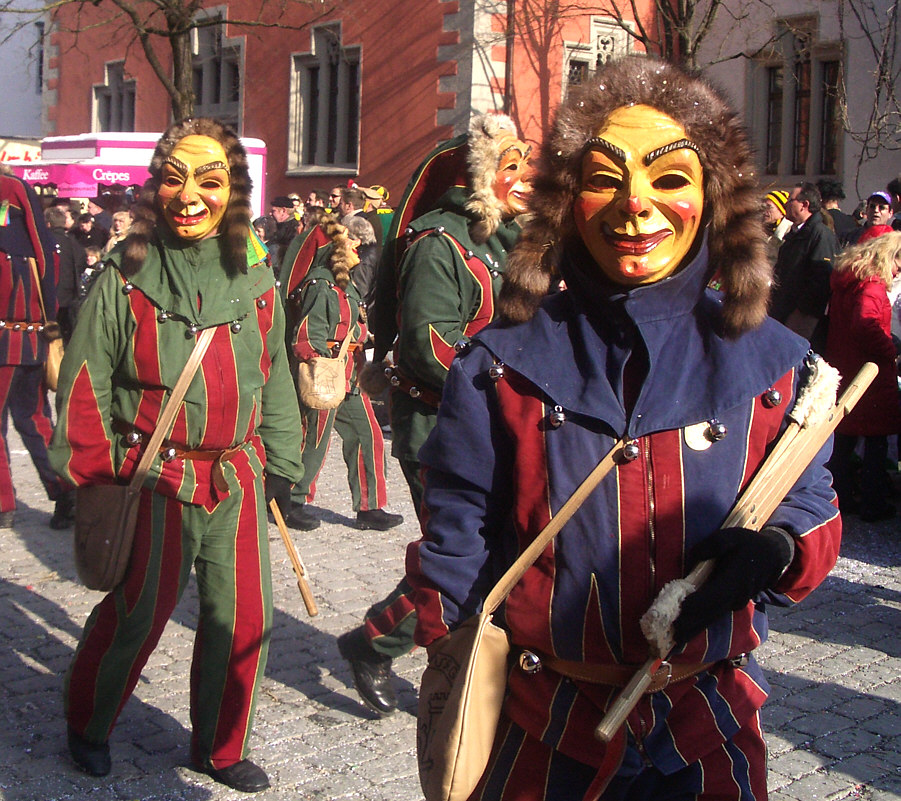
Ravensburger Papierkrattler beim Narrensprung 2005

Die Narren bei Straßenumzügen der Schwäbisch-alemannischen Fastnacht tragen das traditionelle Narrenhäs und neben den Musikkapellen gibt es noch Guggenmusik. Die Figuren sind weniger militärbezogen, sondern sind vor allem traditionelle Dämonen-, Hexen- oder Narrenfiguren und -masken sowie Tiere. Auch dort finden sich Wagen, auf denen oft über die Politik hergezogen wird. Das größte Maskentreffen ist der Rottweiler Narrensprung.

#### Braunschweiger Karneval „Schoduvel“ / Ossensamstag Osnabrück / Dammer Carneval / Karnevalsumzug Hannover
In Braunschweig findet der Karnevalsumzug seit 1981 alljährlich am Karnevalssonntag vor Rosenmontag statt. 2011 waren rund 6000 Umzugsteilnehmer und 280.000 Zuschauer auf 6,5 km Länge beteiligt. Die Tradition des Braunschweiger Schoduvel reicht über 700 Jahre zurück. Der Begriff Schoduvel (aus dem mittelniederdeutschen duvel = Teufel und Scho ‚scheuchen‘), bezeichnet den ursprünglich heidnischen Brauch, durch Lärm, Verkleidung und schreckhaftes Gebaren die bösen Geister der Kälte, des Todes und der Gefahr zu verscheuchen. Seit 2005 wird der wiederbelebte Karnevalsumzug in Braunschweig mit dem Begriff Schoduvel verbunden. 2015 wurde der Braunschweiger Karnevalsumzug kurz vor seinem Beginn wegen Hinweisen auf einen bevorstehenden Terroranschlag abgesagt.
Weitere Karnevalshochburgen in Niedersachsen sind Osnabrück bzw. Damme. Hier werden unter der Bezeichnung Ossensamstag und Dammer Carneval große Festumzüge durchgeführt. Der Karnevalsumzug Hannover wird seit 1992 veranstaltet, ist der Höhepunkt des Hannoverschen Karnevals und lockt jedes Jahr bis zu 100.000 Besucher an.

#### Ruhrgebiet
Siehe Gelsenkirchen-Erle.

#### Östliche Bundesländer

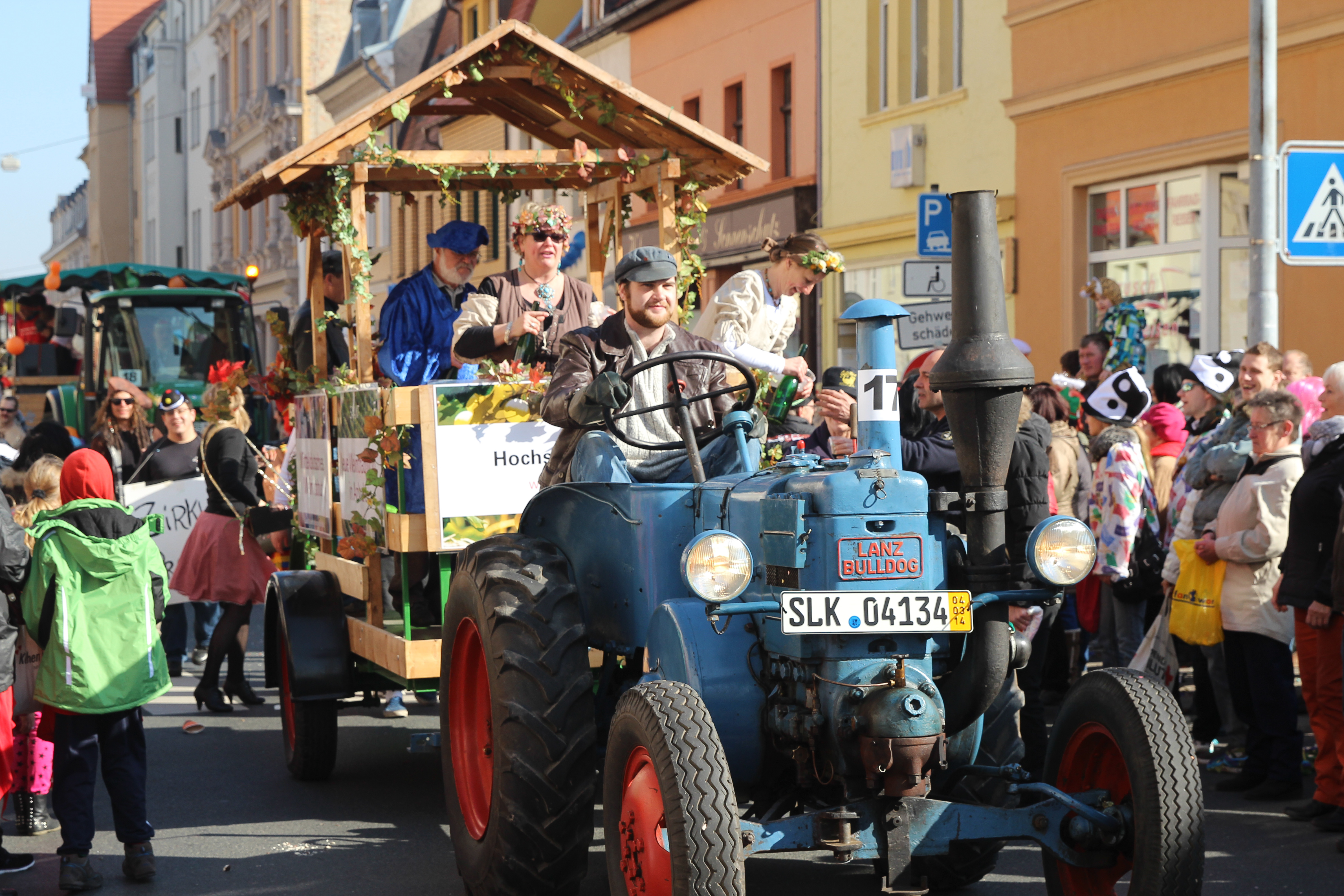
Rosenmontagsumzug in Köthen (Anhalt) (2014)

Nach dem Kriegsende 1945 gab es hier wieder Umzüge, besonders in den katholischen Regionen, beispielsweise im Eichsfeld. In der 1949 gegründeten DDR setzte sich trotz des Vorhandenseins mehrerer Karnevalsgesellschaften keine flächendeckende Karnevalsbewegung durch.
Erst in den 1980er Jahren änderte sich das; Karnevals- beziehungsweise Fastnachtsveranstaltungen einschließlich des dazugehörigen Vereinswesens wurden wieder beliebt, sodass es 1986 sogar zu einer Gesetzesänderung kam. Diese Entwicklung setzte sich auch nach der politischen Wende fort. Heutige Hochburgen in den östlichen Bundesländern inklusive von Fernsehübertragungen sind beispielsweise Wasungen mit dem Umzug am Schmalzigen Samstag und Köthen mit dem Rosenmontagszug.
Der nach Angaben der örtlichen Karnevalisten größte ostdeutsche Karnevalsumzug, der „Zug der fröhlichen Leute“, findet im brandenburgischen Cottbus statt. Am Sonntag vor Rosenmontag zieht seit 1989 der Zug vor 100.000 Zuschauern durch die Cottbuser Innenstadt. Er wird live vom rbb Fernsehen übertragen.

#### Berlin
Bereits 1430 feierten Großfamilien und Ratsherren in Berlin die Fastelawende, und schon im 15. Jahrhundert wurde das Zampern (Umzüge und Tanzveranstaltungen) durch Zuwanderer aus der Lausitz in Berlin eingeführt. Im Barock des 18. Jahrhunderts gab es bei Hofe jährliche Karneval- und Masken- bzw. Kostümbälle (Redouten). 1815 wurde das Rheinland preußisch, und es kamen vermehrt neue Bewohner nach Berlin, die ihre Karnevalsbräuche mitbrachten. So gründeten sich schon 1870 die ersten rheinischen Karnevalsklubs in Berlin. Nach dem Ende des Ersten Weltkriegs hatten die Karnevalsvereine von allen Schichten der Gesellschaft großen Zulauf und es gab jährliche Festumzüge.
In Ost-Berlin gab es bereits zu DDR-Zeiten mehrfache Bestrebungen für Karnevalsumzüge, die von der SED-Regierung immer wieder unterdrückt wurden. Schließlich konnte sich nach der politischen Wende von 2001 bis 2013 der Berliner Karnevalszug etablieren. Dabei bestanden jedoch erschwerte Auflagen seitens der Stadt Berlin hinsichtlich Lärmemission (Schallobergrenze: 75 Dezibel für die Musik) und anschließender Straßenreinigung. Die Veranstalter sagten daher für 2014 den Zug ab. Ab 2016 fand der Zug auf dem Kurfürstendamm statt.

#### Alpenländer

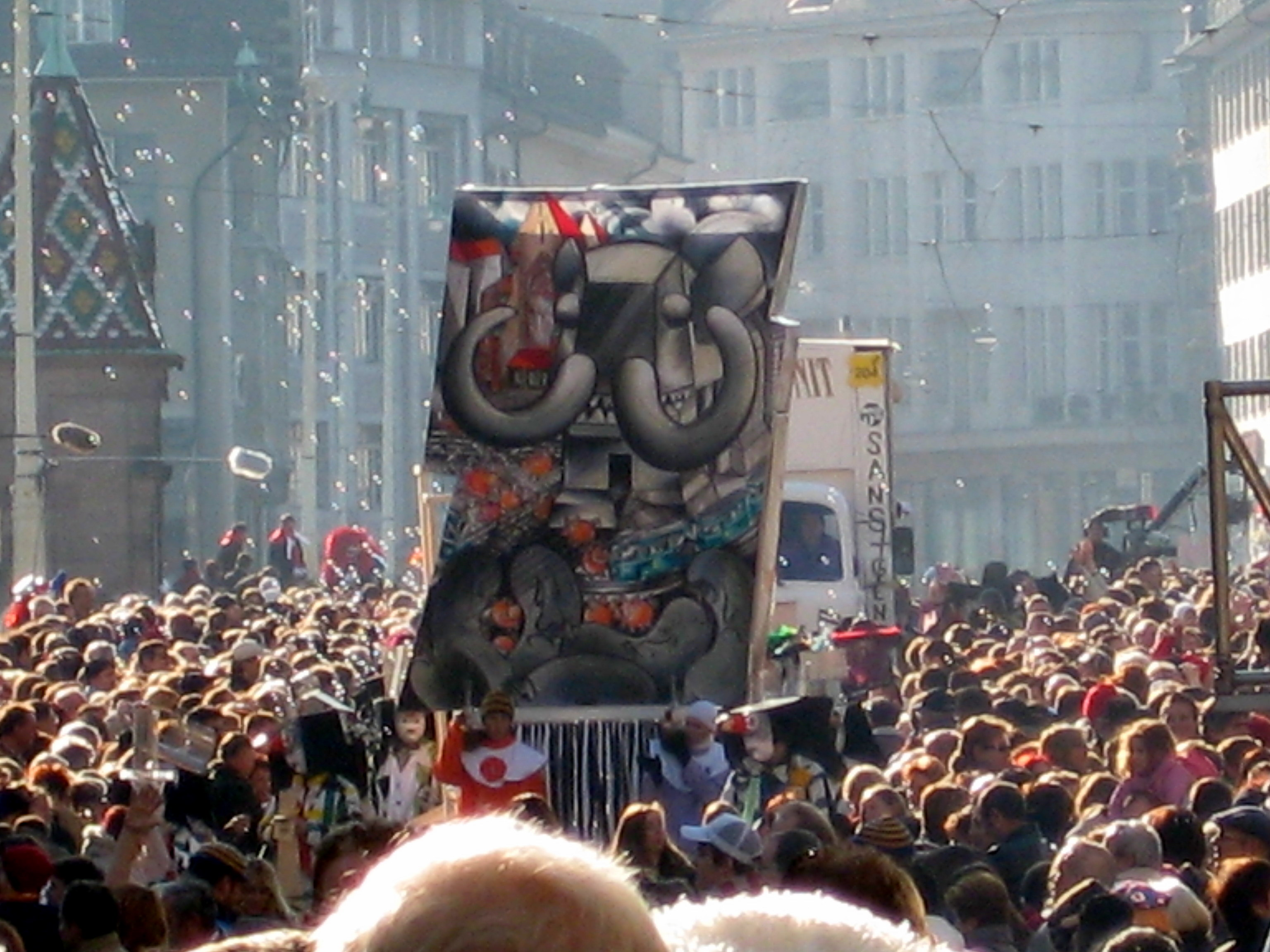
Cortège in Basel

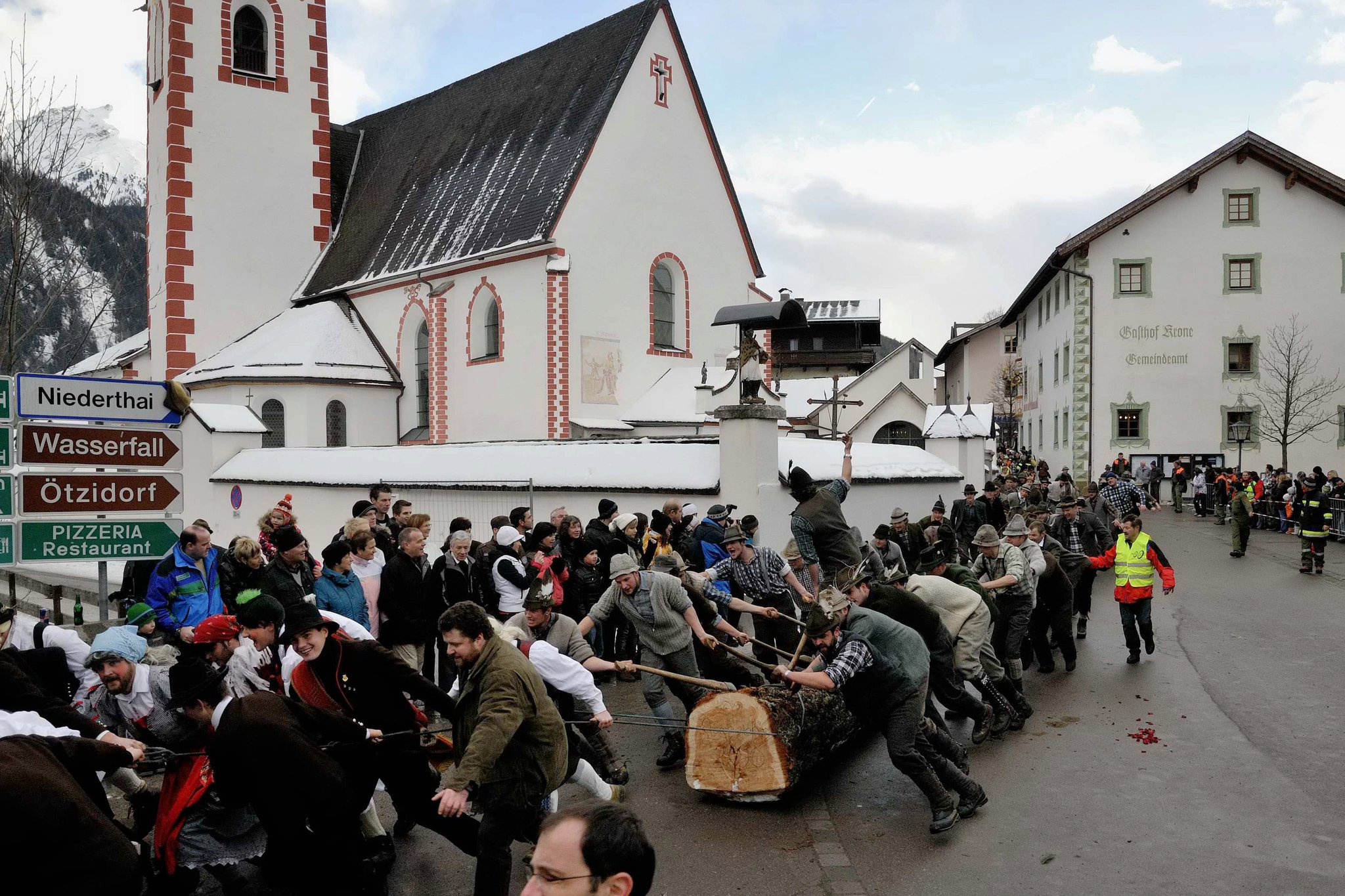
Larchzieh’n im Ötztal

Am bekanntesten sind in der Schweiz die Cortèges zur Basler Fasnacht montags und mittwochs. Dabei sind zwar Abmarschpunkte und Abmarschzeiten der Cliquen festgelegt, doch Ort und Dauer der Pausen werden spontan beschlossen, sodass das Geschehen nicht vorhersehbar zu planen ist. Eine Besonderheit ist der Termin der Basler Fasnacht; sie findet erst eine Woche nach Rosenmontag bzw. Aschermittwoch statt.
In Österreich sind die bekanntesten Ereignisse das Imster Schemenlaufen, das nur alle vier Jahre am Sonntag vor dem Unsinnigen Donnerstag stattfindet, und das Larchzieh’n im Ötztal, das alle fünf Jahre stattfindet – beide in Tirol. Große Faschingsumzüge finden jährlich am Faschingssamstag in Villach, am Faschingsdienstag darauf im Zentrum von Graz statt, sowie am Sonntag dazwischen, jedoch nur alle ungeraden Jahre, in Dobl bei Graz.
Als die größten Fasnachtsumzüge Österreichs für 2017 listete die Kronenzeitung die Tarrenzer Fasnacht, den Matschgererumzug in Absam, das Axamer Wampelerreiten am Unsinnigen Donnerstag, das Auskehren in Imst, alle in Tirol – und den Feldkircher Fasnachtsumzug als größter und ältester Umzug in Vorarlberg. In den 1960er Jahren fand in Oberösterreich ein großer Faschingsumzug in Kirchdorf an der Krems statt, für den die Kremstal-Bundesstraße gesperrt wurde. Um 1985 bis 1990 fand auch in Linz ein Faschingsumzug statt, der von 2010 bis 2013 pausierte. Die Website www.wissenswertes.at listete für 2017 19 Faschingsumzüge in Oberösterreich, wobei Ebensee eine große Tradition hat; für die Steiermark wurden im selben Jahr 23 Umzüge angeführt.

### International
- Höhepunkt des brasilianischen Karnevals in Rio ist die Parade der Sambaschulen: Von Freitag bis Dienstag ziehen allnächtlich die Paraden durch die Stadt.
- Der Mardi Gras (fetter Dienstag) ist der Tag der Umzüge von New Orleans im amerikanischen Bundesstaat Louisiana und Höhepunkt des dortigen Karnevals.
- Die Umzüge des Karnevals in der französischen Hochburg Nizza beginnen etwa zwei Wochen vor dem eigentlichen Karnevalswochenende. Berühmt sind hier die Blumenkorsos, bei denen blumengeschmückte Wagen an der Seepromenade paradieren und die Zuschauer mit Blumen bewerfen. Höhepunkt und Abschluss ist der Umzug am Mardi gras mit anschließendem Feuerwerk.
- Der Karneval im griechischen Patras dauert etwa zwei Wochen und richtet sich nach dem orthodoxen Osterdatum, weicht also von den westlichen Karnevalsterminen ab. Höhepunkt ist der große Umzug am Karnevalssonntag.
- Die Maskenumzüge im italienischen Viareggio finden am Karnevalsdienstag sowie an mehreren Sonntagen davor und danach statt.
- Kurz vor Ostern, anlässlich des Brezelsonntag, finden in mehreren Gemeinden Luxemburgs sogenannte Kavalkaden statt. In Wasserbillig zum Beispiel erst in den frühen Abendstunden.

## Kurioses

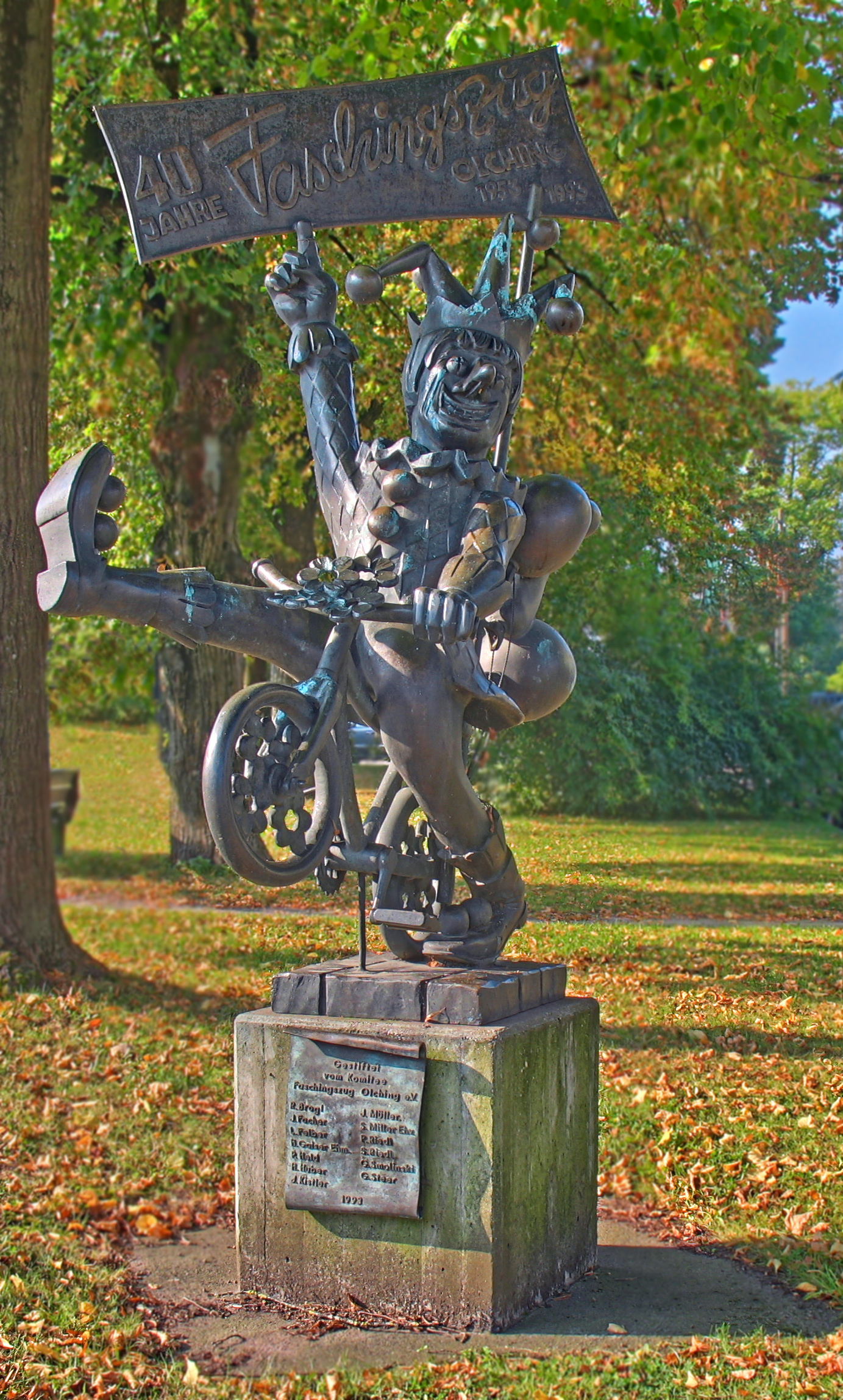
Gedenkfigur Olchinger Faschingsumzug

- Der kleinste Karnevalsumzug der Welt[24] wurde von 1956 bis 2011 sowie seit 2021 von Helmut Scherer im westfälischen Unna durchgeführt.[25] Er besteht aus einem einzigen handgezogenen Leiterwagen.[26][27]
- Der seit 1953 bestehende Faschingsumzug in der oberbayerischen Gemeinde Olching wurde zu seinem 40-jährigen Bestehen mit einem Denkmal geehrt.
- 2011 machten in Stuttgart Gegner des Projekts Stuttgart 21 regelmäßig Montagsdemos. Der Märztermin kollidierte mit dem Rosenmontag und dem Fastnachtsumzug an diesem Tag. Nach einem juristischen Tauziehen, das die Demonstranten gewannen, durften sie mit Transparenten („Stuttgart 21 – Projekt der Narren“) und zwei bunt gestalteten Mottowagen durch die Innenstadt ziehen.[28]
- 2018 wurde von Physikern der Universität Duisburg-Essen ein wissenschaftlicher Beitrag über die Verkehrsdynamik von Karnevalsumzügen am Beispiel des Kölner Rosenmontagszugs veröffentlicht.[29] Sie beschreiben dort den paradoxen Sachverhalt, dass der letzte Teilnehmer im Zug im Durchschnitt schneller ist als der erste.
- Rosenmontag 2021 präsentierte das Festkomitee Kölner Karneval mit dem Hänneschen-Theater den „ausgefallensten Rosenmontagszug“, den der WDR im Fernsehen übertrug. Wegen der Covid-19-Pandemie durfte der große Zug nicht stattfinden, so wurde er auf 70 Metern Länge im Miniaturformat mit 26 Wagen und 177 Puppen auf einer 32 Meter messenden Bühne in der Wagenbauhalle des Festkomitees durchgeführt.[30][31][32][33]